# Giao dịch tần suất cao
Giao dịch tần suất cao (viết tắt trong các tài liệu về tài chính bằng tiếng Anh: HFT, từ High-frequency trading) là một loại giao dịch thuật toán với tốc độ cao, tốc độ quay vòng nhanh, và các tỷ số lệnh trên giao dích (OTR) cao tận dụng các dữ liệu tài chính tần suất cao và các công cụ giao dịch điện tử. Trong khi không có một định nghĩa duy nhất được chấp nhận rộng khắp về HFT thì trong số các thuộc tính cơ bản của nó là các thuật toán có độ phức tạp cao, chuyên biệt hóa về các kiểu lệnh, cùng vị trí, các khoảng thời gian đầu tư rất ngắn hạn, và tốc độ hủy lệnh cao. HFT có thể được nhìn nhận như là dạng cơ bản của giao dịch thuật toán trong tài chính. Cụ thể, nó là việc sử dụng các công cụ công nghệ phức tạp và các thuật toán máy tính để giao dịch nhanh chóng các loại chứng khoán. HFT sử dụng các chiến lược giao dịch độc quyền được máy tính thực hiện để vào và ra khỏi các vị thế trong khoảng thời gian chỉ tính bằng giây hoặc thậm chí là chỉ một phần của một giây. Người ta ước tính rằng vào năm 2009 thì HFT chiếm tới 60-73% khối lượng giao dịch chứng khoán ở Hoa Kỳ, với con số này giảm xuống còn khoảng 50% trong năm 2012.
Các thương nhân giao dịch tần suất cao vào và ra khỏi các vị thế ngắn hạn với khối lượng cao và tốc độ cao đôi khi nhằm mục đích thu được lợi nhuận chỉ ở mức một phần của một xent Mỹ trên mỗi giao dịch. Các công ty HFT không cần nhiều vốn và cũng không bao giờ tích lũy vị thế hoặc nắm giữ các danh mục đầu tư của họ qua đêm. Kết quả là HFT có hệ số Sharpe (một cách đo phần thưởng cho rủi ro) tiềm năng cao gấp hàng chục lần so với của các chiến lược mua và nắm giữ truyền thống. Các thương nhân tần suất cao nói chung là cạnh tranh với chính các đối thủ từ các công ty HFT khác, chứ không cạnh tranh với các nhà đầu tư dài hạn. Các hãng HFT chỉ cần thu được suất lợi nhuận biên thấp với các khối lượng giao dịch cao khủng khiếp, thường xuyên tính bằng đơn vị triệu giao dịch.